# AVN Awards - Produzioni

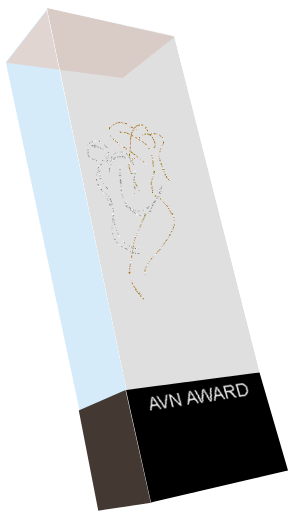
Trofeo degli "AVN Awards"

Gli AVN Production Awards sono i premi cinematografici, presentati e sponsorizzati dalla rivista AVN, che premiano le migliori scelte di produzione cinematografiche che si ritiene abbiano espresso le migliori performance dell'anno. Sono suddivisi in varie categorie:
- Best Featurette
- Best Foreign Production
- Best Screenplay – Comedy
- Best Screenplay – Drama
- Best Star Showcase
- Best New Production Banner
- Clever Title of the Year

## Edizione 2021
| Premio                   | Vincitore                   |
| ------------------------ | --------------------------- |
| Featurette               | Fashionistas Lost           |
| Foreign Production       | Impulses                    |
| Screenplay – Comedy      | Evil Tiki Babes             |
| Screenplay – Drama       | Muse                        |
| Star Showcase            | The Insatiable Emily Willis |
| New Production Banner    | Bellesa House               |
| Clever Title of the Year | Jumanjizz                   |